# Mirzaani
Mirzaani – wieś w Gruzji, w regionie Kachetia. W 2014 roku liczyła 433 mieszkańców.